# Skandal um Dr. Vlimmen
Skandal um Dr. Vlimmen, auch unter dem Titel der Romanvorlage Tierarzt Dr. Vlimmen bekannt, ist ein deutsches Filmmelodram aus dem Jahre 1956 von Arthur Maria Rabenalt mit Bernhard Wicki in der Titelrolle. In der weiblichen Hauptrolle ist Heidemarie Hatheyer zu sehen.

## Handlung
Als eine Gruppe von Halbwüchsigen einen kleinen Hund in den Dorffluss wirft, um diesen einfach aus einer makaberen Laune heraus zu ertränken, greift ein soeben den Weg mit seinem Jeep passierender Mann ein und fischt das um sein Leben schwimmende Tier sofort wieder aus dem Nass. Anschließend bringt er den Vierbeiner in seine Praxis. Bei dem Lebensretter handelt es sich um Tierarzt Jan Vlimmen, der stets ein Herz für Tiere besitzt. Der Veterinär ist in dem beschaulichen norddeutschen Ort Dombergen gelandet, um eine neue Stelle als zweiter Direktor des von dem alten Dirksen, der sich allmählich zur Ruhe setzen will, geleiteten Schlachthof anzutreten. Doch diese Provinzgemeinde begegnet jedem Neuankömmling erst einmal mit Misstrauen, zumal Dr. Vlimmen in Scheidung steht. Neben Vlimmens verwitweter Schwester Truus, seinem Freund Fritz Dacka, einem Rechtsanwalt, und dem alten Dirksen, der viel vom jungen Vlimmen hält, scheint lediglich die junge Nel van der Kalk, die Vlimmen bei der Hunderettung am Fluss beobachtet hatte, und Tochter des Stadtrats van der Kalk ist, Gefallen an dem unkonventionellen Tierarzt zu finden. Vlimmen wird in die Gemeinde eingeführt und lernt den grobschlächtigen Schlachtermeister van Heusden kennen, der die Schlachthoftiere ausgesprochen schlecht behandelt. Bei der Rückfahrt durchs Wattenmeer von einem Einsatz bei sehr kinderreichen und armen Kuhbauern auf einer Hallig lernt Vlimmen die kesse Nel van der Kalk näher kennen, die er mit seiner oft schroffen Art nicht abschreckt. Beide sehen sich später bei Nels Vater wieder. Bald wird die tatkräftig zupackende Nel als rechte Hand und Assistentin Vlimmens unentbehrlich.
Dr. Vlimmen ist sehr erbost darüber, dass van Heusden mal wieder Tiere ohne Betäubung geschlachtet hat und geht auf Konfrontationskurs, wovon ihm Dr. Dirksen abrät, da van Heusden als Stadtverordneter über eine gewisse Hausmacht vor Ort verfügt. Zwischen Vlimmen und dem Schlachtermeister kommt es nach einer erneuten unvorschriftsmäßigen Schlachtung zu einer lautstarken Auseinandersetzung. Vlimmen zeigt Heusden an, der daraufhin seinen Stadtverordnetenposten verliert. Die Feindschaft zwischen den beiden Männern ist nun zementiert. In dem anderen Dorfarzt Dr. Treeborg, der ebenfalls auf den Schlachthof-Direktionsjob erpicht war, finden Heusden jedoch einen Verbündeten. Beide zerreißen sich das Maul darüber, dass der verheiratete Vlimmen zwar in Scheidung lebt, jedoch, so wird gemunkelt, nicht die Finger von anderen Frauen lassen kann. Treeborg gießt diesbezüglich Öl ins Feuer und findet in Frau van der Kalk eine klatschfreudige Verbreiterin so mancher auch von ihm Gerüchte. Als dann auch noch das Hausmädchen der Vlimmens, Mientje, plötzlich schwanger wird, geht das Gerede über Vlimmen im Dorf in die nächste Runde, und dieser Tatbestand weitet sich zu einem handfesten Skandal aus, denn alle glauben, seit der rachsüchtige van Heusden diesem Gerücht auch noch weitere Nahrung gibt, dass sich Vlimmen über die einfältige junge Frau hergemacht und sie geschwängert hat. Auch dass der kleine Neffe Vlimmens, Dop, offensichtlich schwer an Diphtherie erkrankt ist, treibt den ruppigen aber herzlichen Tierarzt um.
Um Vlimmen zum Eingeständnis der Vaterschaft des ungeborenen Babys von Mientje zu zwingen, instruiert Mientjes Vater seine Tochter, die partout nicht sagen will, wer sie geschwängert hat, was sie bei einem etwaigen Gerichtstermin aussagen soll; eine Unterstellung, die einer Vergewaltigung gleichkommt. Während wenigstens Dop bald genesen ist, bekommt Vlimmen unerfreuliche Post vom Amtsgericht: Er wird auf Alimente verklagt. Zu allem Überfluss werden von der Dorfbevölkerung auch noch Spottlieder gegen den fähigen Veterinär angestimmt. Das Blatt wendet sich jedoch, als Dr. Vlimmen sein berufliches Können beweisen kann und in einer sehr heiklen Operation Liese, die einzige Kuh des Kleinbauern Pietje Mulders, rettet. Sie hatte einen langen Nagel verschluckt. Vlimmens Können rettet seine angeschlagene Reputation. Als vermeintlicher Vater stellt sich in der Zwischenzeit ein tumber Knecht der Gegend heraus, und Fritz Dacka macht Vlimmens Schwester Truus klar, dass ihm viel an ihr liegt. Beide werden gemeinsam nach Südamerika auswandern. Auch ein vorübergehender Zwist zwischen Vlimmen und Nel, der auf einem Missverständnis beruhte, wird beigelegt, und die beiden kommen, als man Dacka und Truus am Überseekai in Hamburg verabschiedet, endlich zusammen.

## Produktionsnotizen
Skandal um Dr. Vlimmen entstand im Frühling 1956 in Norddeutschland und wurde am 7. September 1956 uraufgeführt.
Gyula Trebitsch hatte die Herstellungsleitung, Heinz-Günter Sass die Produktionsleitung. Herbert Kirchhoff entwarf die von Albrecht Becker umgesetzten Filmbauten, Erna Sander gestaltete die Kostüme. Werner Schlagge war für den Ton zuständig. Heinz Pehlke war einfacher Kameramann unter Albert Benitz’ Chefkamera.

## Kritiken
Im Lexikon des Internationalen Films heißt es: „Verfilmung des gleichnamigen niederländischen Romans von A. Roothaert, in der Milieuzeichnung glaubhaft und vor allem in der Titelrolle munter-unterhaltsam. Frei von der antikirchlichen Polemik der Vorlage.“
Cinema-Online meint kurz und knapp „Wirkt heute angestaubt“, fernsehserien.de hingegen sah in dem Film ein unterhaltsames Melodram.